# Turnberry Place

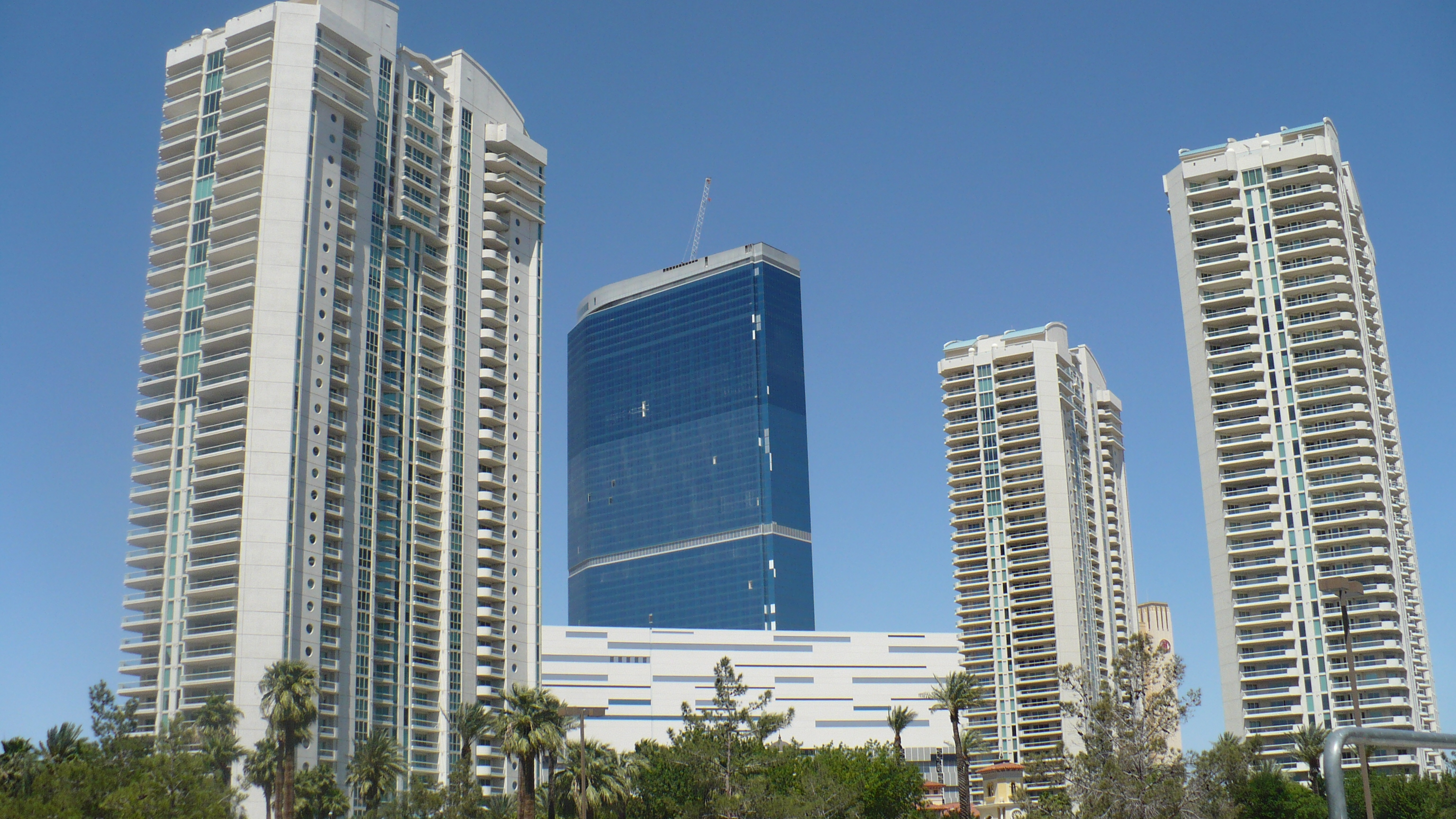
Vista de las cuatro torres de Turnberry Place en Las Vegas, Nevada

Turnberry Place es un complejo residencial de 4 torres en Las Vegas. Nevada. Las cuatro torres tienen una altura de 145 metros (477 pies) y 48 pisos. Las torres están compitiendo en el 10.º puesto por el rascacielos más alto en Las Vegas. Es el complejo de condominios más alto en el estado de Nevada.